# Sinop (cuirassé)
Pour les articles homonymes, voir Sinop.
Le Sinop (en russe : Синоп) est un cuirassé pré-Dreadnought à barbettes construit en 1883 pour la Marine impériale russe. Lancé en 1887, il est le troisième cuirassé d'une série de quatre navires de la classe Catherine II. Il sert dans la Flotte de la mer Noire. De 1889 à 1917 dans la Marine impériale de Russie, de 1917 à 1918 dans la Marine russe et soviétique, il participe à la Première Guerre mondiale. Ce bâtiment de guerre devait son nom à la bataille de Sinope, qui eut lieu lors de la guerre de Crimée (30 novembre 1853).

## Historique
Le Sinop prend part à la Première Guerre mondiale. Il est sister-ship du Catherine II, du Tchesma et du Georges le Victorieux.

### Carrière dans la Marine impériale de Russie
Au cours de la Première Guerre mondiale le Sinop est basé à Sébastopol. En novembre 1916, ce cuirassé effectua une opération militaire sur le Danube[réf. souhaitée].
Au cours de la guerre civile russe, le Sinop change plusieurs fois de pavillon. Le 30 janvier 1918, il navigue sous pavillon de la Croix-Rouge en mer Noire. En avril 1918, il est ancré dans le port de Sébastopol. Le 1er mai 1918, le cuirassé est capturé par les Allemands. Après la signature de l'armistice, le bâtiment de guerre est saisi par les Britanniques puis, le 24 novembre 1918, remis à l'Armée Blanche. Le 19 février 1919, le Sinop est désarmé mais reste sous contrôle britannique. Le 24 avril 1919, le cuirassé sert dans l'Armée indépendante d'Ukraine. Le 24 juin 1919 de nouveau en possession de l'Armée Blanche. 

### Carrière dans la Marine soviétique
Après la défaite de l'Armée Blanche, le Sinop navigue sous pavillon de la Marine soviétique, il est mis en service le 15 novembre 1920. En 1923, le cuirassé est rayé des effectifs de la flotte soviétique et démantelé en 1925.

## Sources
- W. Kofman et Admiral N. Amelko  «Tower ou Barbette?», Modèle de construction